# Bruno Mätzchen
Bruno Mätzchen (* 13. Juni 1901 in Berlin-Pankow; † 5. Juni 1979 in Ost-Berlin) war ein deutscher Politiker und Sportfunktionär. Er war von 1945 bis 1946 erster Nachkriegsbürgermeister von Berlin-Pankow.

## Leben
Mätzchen, Sohn eines Maurers, erlernte den Beruf des Maschinenschlossers. Er arbeitete bis 1924 in Berliner Metallbetrieben. Er wurde 1918 Mitglied des Deutschen Metallarbeiter-Verbandes (DMV), 1919 der Unabhängigen Sozialdemokratischen Partei Deutschlands (USPD) und 1920 der Kommunistischen Partei Deutschlands (KPD). Er war 1924 Polleiter des Verwaltungsbezirks Berlin-Pankow und von 1925 bis 1927 Sekretär und Gauleiter des Roten Frontkämpferbundes (RFB) Berlin-Brandenburg. Im Jahr 1927 wurde er als Anhänger von Ruth Fischer wegen „Fraktionstätigkeit“ aus der KPD ausgeschlossen. Er wurde Mitglied des Leninbundes, in dem er bis 1932 aktiv blieb. Er arbeitete von 1928 bis 1931 als Fernfahrer, dann bis 1945 als Werkmeister in Berlin-Reinickendorf.
Nach dem Zweiten Weltkrieg trat er 1945 wieder in die KPD und 1946 in die Sozialistische Einheitspartei Deutschlands (SED) ein. Die Sowjetische Militäradministration in Deutschland ernannte ihn im Juni 1945 zum Bürgermeister von Berlin-Pankow. Dieses Amt übte er bis Dezember 1946 aus. Nach der ersten Berliner Wahl 1946 wurde Erich Rynek am 6. Dezember 1946 zu seinem Nachfolger gewählt. Ab Anfang 1947 war er Sekretär der SED-Kreisleitung Berlin-Pankow. 1950 wurde er Hauptreferent in der SED-Landesleitung Berlin und anschließend beim Magistrat von Ost-Berlin. Bei einer Parteiüberprüfung wurde er durch eine Sonderkommission der Landesparteikontrollkommission Berlin wegen seiner früheren Mitgliedschaft im Leninbund am 5. Oktober 1951 aus der SED ausgeschlossen. Mätzchen war dann von 1951 bis 1953 beim Konsum Berlin-Lichtenberg tätig. Im Januar 1957 wurde der Parteiausschluss aufgehoben. Ab Januar 1958 war er Direktor für Arbeit bei den Berliner Verkehrsbetrieben (BVB) in Ost-Berlin. Gleichzeitig fungierte er als Leiter der BSG Berliner Verkehrsbetriebe und war ab 1971 deren Ehrenvorsitzender. Außerdem war er Mitglied des Kreisvorstandes Berlin-Lichtenberg des DTSB.
Bruno Mätzchen starb kurz vor seinem 78. Geburtstag in Ost-Berlin.

## Auszeichnungen
- 1966 Ehrennadel des Deutschen Fußball-Verbandes in Gold
- 1971 Friedrich-Ludwig-Jahn-Medaille
- 1976 Vaterländischer Verdienstorden in Bronze